# Літанг (повіт)
30°01′12″ пн. ш. 100°16′00″ сх. д. / 30.02° пн. ш. 100.26666666667° сх. д.
Літанг (кит. 理塘县, пін. Lĭtáng Xiàn) — один із повітів КНР у складі Гарцзе-Тибетської автономної префектури, провінція Сичуань. Адміністративний центр — містечко Літанг.

## Географія
Літанг розташовується на півдні префектури у горах Шалулішань, лежить на річці Літанг (басейн річки Ялунцзян).

### Клімат
Повіт знаходиться у зоні, котра характеризується континентальним субарктичним кліматом. Найтепліший місяць — липень із середньою температурою 11 °C. Найхолодніший місяць — січень, із середньою температурою -4,9 °С.
| Клімат повіту Літанг    | Клімат повіту Літанг | Клімат повіту Літанг | Клімат повіту Літанг | Клімат повіту Літанг | Клімат повіту Літанг | Клімат повіту Літанг | Клімат повіту Літанг | Клімат повіту Літанг | Клімат повіту Літанг | Клімат повіту Літанг | Клімат повіту Літанг | Клімат повіту Літанг | Клімат повіту Літанг |
| Показник                | Січ.                 | Лют.                 | Бер.                 | Квіт.                | Трав.                | Черв.                | Лип.                 | Серп.                | Вер.                 | Жовт.                | Лист.                | Груд.                | Рік                  |
| Середній максимум, °C   | 4,1                  | 5,3                  | 8                    | 11,1                 | 15,2                 | 17,4                 | 17,2                 | 16,7                 | 15,4                 | 12,6                 | 7,9                  | 4,6                  | 11,3                 |
| Середня температура, °C | −4,9                 | −3,1                 | 0,1                  | 3,5                  | 7,9                  | 10,7                 | 11                   | 10,4                 | 8,7                  | 5                    | −0,8                 | −4,7                 | 3,7                  |
| Середній мінімум, °C    | −12,4                | −9,9                 | −6                   | −2,4                 | 1,8                  | 5,8                  | 6,8                  | 6,3                  | 4,4                  | −0,4                 | −7,2                 | −12                  | −2,1                 |
| Норма опадів, мм        | 1.4                  | 4.3                  | 13.7                 | 27.3                 | 52.6                 | 141.7                | 190.1                | 168.3                | 121.4                | 33                   | 7.9                  | 2.8                  | 764.5                |
| Вологість повітря, %    | 40                   | 43                   | 49                   | 54                   | 55                   | 67                   | 74                   | 76                   | 73                   | 62                   | 51                   | 44                   | 57.3                 |
| ----------------------- | -------------------- | -------------------- | -------------------- | -------------------- | -------------------- | -------------------- | -------------------- | -------------------- | -------------------- | -------------------- | -------------------- | -------------------- | -------------------- |
| Джерело: data.cma.cn    |                      |                      |                      |                      |                      |                      |                      |                      |                      |                      |                      |                      |                      |